# Championnat d'Uruguay de football 1918
Navigation
Édition précédente Édition suivante
| \| Montevideo: · Central · Peñarol · Nacional · Wanderers · River Plate · Reformers · Misiones · Dublin · Charley Montevideo Universal \| Localisation des clubs engagés dans le championnat. |
| Montevideo: · Central · Peñarol · Nacional · Wanderers · River Plate · Reformers · Misiones · Dublin · Charley Montevideo Universal                                                           |

La 18e édition du championnat d'Uruguay de football est remportée par le Club Atlético Peñarol. C’est le sixième titre de champion du club, mais le tout premier sous le nom de Peñarol. Peñarol l’emporte avec 2 points d’avance sur le Club Nacional de Football. Universal complète le podium. 
Un nouveau club fait son apparition en première division : le Misiones Football Club. Cette expérience ne dure qu’une seule année car le club est relégué dès la fin de la saison.

## Les clubs de l'édition 1918
| Club                             | Stade         | Capacité | Ville            |
| -------------------------------- | ------------- | -------- | ---------------- |
| Central Español Fútbol Club      | -             | -        | Montevideo       |
| Charley Football Club            | -             | -        | Montevideo       |
| Dublin Football Club             | -             | -        | Montevideo       |
| Montevideo Wanderers Fútbol Club | -             | -        | Montevideo       |
| Misiones Football Club           | -             | -        | Montevideo       |
| Club Nacional de Football        | -             | -        | Montevideo       |
| Club Atlético Peñarol            | Villa Peñarol | -        | Montevideo       |
| Reformers Football Club          | -             | -        | Montevideo       |
| River Plate Football Club        | -             | -        | Montevideo       |
| Universal Football Club          | -             | -        | San José de Mayo |

## Compétition

### Classement
Le classement est établi sur le barème de points suivant : victoire à 2 points, match nul à 1, défaite à 0.
| Rang | Équipe                      | Pts | J  | G  | N | P  | Bp | Bc | Diff |
| ---- | --------------------------- | --- | -- | -- | - | -- | -- | -- | ---- |
| 1    | Club Atlético Peñarol       | 32  | 18 | 15 | 2 | 1  | 43 | 5  | +38  |
| 2    | Club Nacional de Football T | 30  | 18 | 14 | 2 | 2  | 52 | 9  | +43  |
| 3    | Universal Football Club     | 23  | 18 | 8  | 7 | 3  | 25 | 16 | +9   |
| 4    | Dublin Football Club        | 21  | 18 | 9  | 3 | 6  | 31 | 22 | +9   |
| 5    | Montevideo Wanderers        | 19  | 18 | 9  | 1 | 8  | 25 | 21 | +4   |
| 6    | Reformers Football Club     | 16  | 18 | 5  | 6 | 7  | 9  | 22 | -13  |
| 7    | Central Español Fútbol Club | 14  | 18 | 4  | 6 | 8  | 13 | 21 | -8   |
| 8    | River Plate                 | 14  | 18 | 4  | 6 | 8  | 16 | 40 | -24  |
| 9    | Charley Football Club       | 8   | 18 | 2  | 4 | 12 | 11 | 37 | -26  |
| 10   | Misiones Football Club      | 3   | 18 | 0  | 3 | 15 | 5  | 37 | -32  |

| Légende : Qualifications et relégations | Légende : Qualifications et relégations |
| --------------------------------------- | --------------------------------------- |
|                                         | Champion d’Uruguay                      |
|                                         | Relégation en deuxième division         |
|                                         | T : Tenant du titre P : Promus          |

## Bilan de la saison
| Championnat d'Uruguay de football 1918                             |                                  |
| Champion                                                           | Club Atlético Peñarol (6e titre) |
| Promotions et relégations                                          |                                  |
| Promus en Primera División                                         | Belgrano Football Club           |
| Relégués en Championnat d'Uruguay de football de deuxième division | Misiones Football Club           |